# Bärenbrück

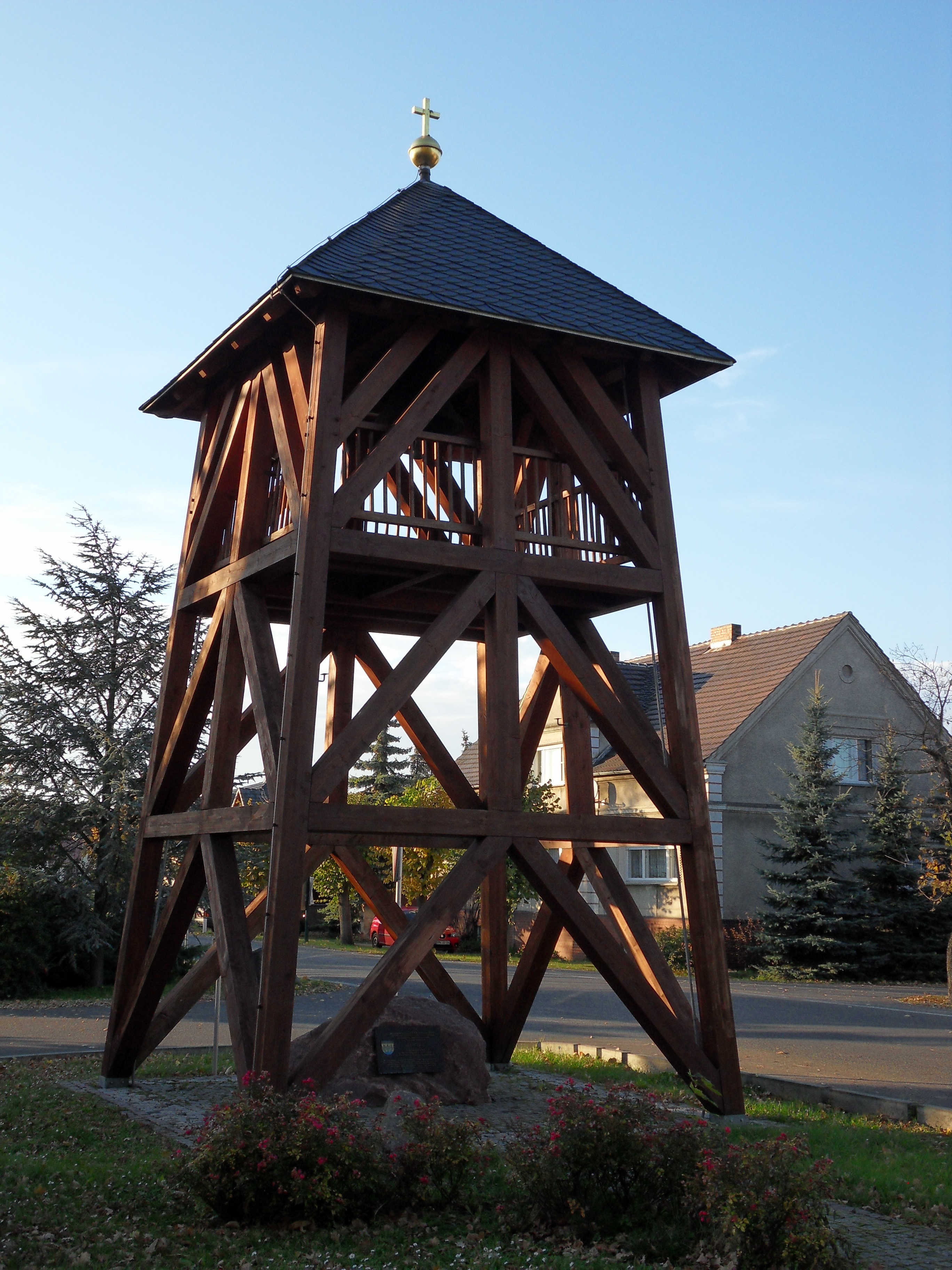
Glockenturm

Bärenbrück, niedersorbisch Barbuk, ist ein Dorf in der Niederlausitz. Seit dem 31. Dezember 2000 ist die ehemals selbständige Gemeinde der kleinste der drei Ortsteile der Gemeinde Teichland im brandenburgischen Landkreis Spree-Neiße. Bärenbrück gehört zum amtlichen Siedlungsgebiet der Sorben/Wenden.

## Geographie
Der Ortsteil liegt rund fünf Kilometer südöstlich der Stadt Peitz und elf Kilometer nordöstlich von Cottbus inmitten einer für die Gemeinde namengebenden Teichlandschaft. Nordöstlich des Dorfes liegt der 88 ha umfassende Unterteich. Im Süden entstand ab 1975 durch Aufschüttung von Abraum aus den nahegelegenen Tagebaustätten Jänschwalde und Cottbus-Nord die Bärenbrücker Höhe, die mit einer Höhe von 33 m aus der Landschaft ragt. Umliegende Ortschaften sind Sawoda im Norden, Heinersbrück im Osten, Grötsch im Südosten und Neuendorf im Westen. Der frühere südwestlich gelegene Nachbarort Groß Lieskow wurde bis 1984 für den Tagebau Cottbus-Nord devastiert.
Im östlichen Teil der Gemarkung von Bärenbrück liegt die Verlegung der Tranitz, die wenige Meter östlich der Gemarkungsgrenze mit Heinersbrück in die Malxe mündet. Das Dorf liegt an der Kreisstraße 7136, die Bundesstraße 97 (Roggosen–Groß Gastrose) liegt rund anderthalb Kilometer südöstlich.

## Geschichte

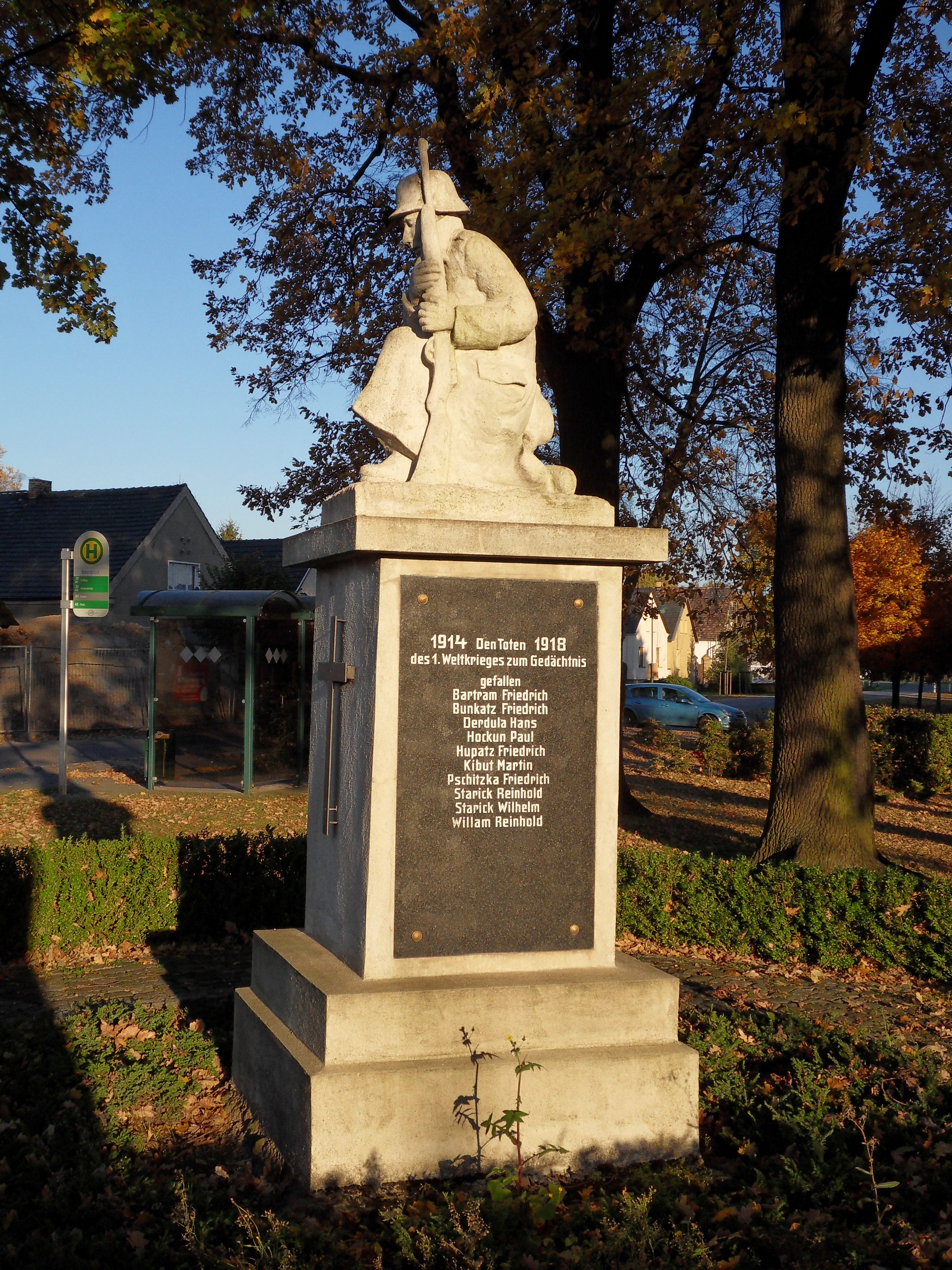
Kriegerdenkmal

Bereits im Jahr 1400 taucht der Ort mit der Schreibweise Berenbrug auf, 1447 wurde der Ort als Bernbrück erwähnt. Der Name weist vermutlich auf die Besiedlung an einem Sumpfgebiet hin, in dem Bären lebten. Der Ort gehörte zum kurfürstlich-brandenburgischen Domäneamt Peitz und war Teil der Exklave der Mark Brandenburg, die vom Kurfürstentum Sachsen umgeben war. Im Dreißigjährigen Krieg wurde Bärenbrück verwüstet, 1635 waren von dreizehn Gärtnerstellen nur fünf besetzt. 1652 lebten in Bärenbrück zwölf Gärtner, drei Büdner und der Teichknecht. Die wahrscheinlich unter Markgraf Hans von Küstrin zwischen 1540 und 1545 angelegten Teiche wurden im Siebenjährigen Krieg (1756–1763) durch österreichische Truppen zerstört. Durch den Tilsiter Frieden kam Bärenbrück 1807 zum Königreich Sachsen, nach dessen Teilung als Folge der Beschlüsse des Wiener Kongresses wurde der Ort wieder preußisch.
Ab 1816 gehörte Bärenbrück zum Kreis Cottbus im Regierungsbezirk Frankfurt der Provinz Brandenburg. 1819 lebten in Bärenbrück zwölf Kossäten und neun Büdner; insgesamt wurden 116 Einwohner gezählt. Bis 1846 stieg die Einwohnerzahl auf 192, bei der Volkszählung vom 1. Dezember 1871 wurden 237 Einwohner ermittelt. Von diesen waren 110 Männer und 127 Frauen; 55 Einwohner waren Kinder unter zehn Jahren. Die 236 evangelisch-lutherischen Einwohner waren nach Groß Lieskow gepfarrt, ein Einwohner war römisch-katholischer Konfession. Zu dieser Zeit war Bärenbrück noch ein rein sorbischsprachiges Dorf. Der Volkskundler Arnošt Muka ermittelte 1884 eine Einwohnerzahl von 256, von denen alle Sorben waren. Im Jahr 1925 lebten in Bärenbrück 251 Einwohner, 1939 wurden 233 Einwohner gezählt.
Nach dem Ende des Zweiten Weltkrieges lag das Dorf in der Sowjetischen Besatzungszone und später in der DDR, bei der Kreisreform am 25. Juli 1952 wurde Bärenbrück dem Kreis Cottbus-Land im Bezirk Cottbus zugeordnet. 1956 hatte Bärenbrück bei 270 Einwohnern noch 126 aktiv sorbischsprachige Einwohner und 55 weitere Einwohner mit Sorbischkenntnissen, was einem Anteil von 67,0 Prozent entspricht. 1975 wurde südlich von Bärenbrück der Braunkohletagebau Cottbus-Nord geöffnet, durch die Abraumhalde zwischen Bärenbrück und Neuendorf entstand die Bärenbrücker Höhe. Im Jahr 1976 wurde das nordwestlich gelegene Kraftwerk Jänschwalde in Betrieb genommen. Nach der Devastierung des Pfarrdorfes Groß Lieskow Anfang der 1980er Jahre wurde Bärenbrück in die Kirchengemeinde Heinersbrück umgepfarrt.
Nach der Wiedervereinigung kam Bärenbrück zum Land Brandenburg, bei der Kreisreform am 6. Dezember 1993 wurde die Gemeinde dem neu gebildeten Landkreis Spree-Neiße zugeordnet. Im Vorfeld der Gemeindereform Brandenburg 2003 schloss sich die Gemeinde Bärenbrück mit den bis dahin selbständigen Gemeinden Maust und Neuendorf  mit Wirkung vom 31. Dezember 2000 freiwillig zur neuen Gemeinde Teichland zusammen. 2005 wurde in Bärenbrück ein Glockenturm aufgebaut, in dem die 1926 gegossene Glocke der Dorfkirche Groß Lieskow aufgehängt wurde.

## Einwohnerentwicklung
| Jahr | Einwohner |
| ---- | --------- |
| 1875 | 245       |
| 1890 | 250       |
| 1910 | 237       |

| Jahr | Einwohner |
| ---- | --------- |
| 1925 | 251       |
| 1933 | 254       |
| 1939 | 233       |

| Jahr | Einwohner |
| ---- | --------- |
| 1946 | 250       |
| 1950 | 269       |
| 1964 | 226       |

| Jahr | Einwohner |
| ---- | --------- |
| 1971 | 213       |
| 1981 | 189       |
| 1985 | 192       |

| Jahr | Einwohner |
| ---- | --------- |
| 1989 | 201       |
| 1995 | 199       |
| 1999 | 240       |

Gebietsstand des jeweiligen Jahres